# 国家植物园站
国家植物园站位于中国北京市海淀区香山街道香山路，是北京地铁西郊线的有轨电车车站。车站于2017年12月30日随西郊线开通而投入使用。2022年4月18日，站名由“植物园站”更改为“国家植物园站”。

## 车站结构
该站为地面车站，2面2线侧式站台布置。
| 地面 |                        |  | 侧式站台，右側開門       | 侧式站台，右側開門 |
| 地面 |                        |  | █ 西郊线往香山（終點站） |                    |
| 地面 | █ 西郊线往巴沟（万安） |  |                          |                    |
| 地面 | 侧式站台，右側開門     |  |                          |                    |

## 車站週邊
- 国家植物园